# Rutilia decora
Rutilia decora är en tvåvingeart som beskrevs av Guérin-Méneville 1843. Rutilia decora ingår i släktet Rutilia och familjen parasitflugor. Inga underarter finns listade i Catalogue of Life.